# جبل البيضتين
جبل البيضتين جبل يقع في محافظة الدوادمي التابعة لمنطقة الرياض وسط المملكة العربية السعودية، اشتهر الجبل بقيمته الأثرية، المتمثلة في الرسومات والنقوش الثمودية التي يحويها.

## وصف الجبل
جبل البيضتين هو موقع أثري يمثل جبلًا يقع على بعد 13 كيلومتر جنوب غرب الدوادمي، عُثر فيه على آثار مستوطنات قديمة قرب قاعدته، كما تم الوقوف على رُسومات صخرية لحيوانات منها الجمال والوعول، بالإضافة إلى نقوش كتابية، كُتبت بخط البادية الثمودي.
وجبل البيضتين ضمن سلسلة جبال ثهلان في نجد والتي يبلغ طول ارتفاع جبالها 1125 مترًا عن سطح البحر ومسيرتها ما يقارب 62 كيلو مترًا وعرضها15 كيلو مترًا تشتهر بكثرة الأودية والشعاب ويوجد بها مياه كثيرة.
ويعد جبل البيضتين موطنًا لطائر العقاب أحد الطيور الضخمة المفترسة التي تنتمي إلى عائلة الصقور ويختلف عدد البيض الذي ينتجه العقاب من نوع لآخر، إلا أن العديد منها يبيض عددًا يتراوح بين بيضة واحدة إلى ثلاث بيضات، وقد ذكر الهجري أن في ثهلان الوحش والمعروف فيه في هذا العهد من الحيوانات المتوحشة الذئب والضبع والثعلب، وفيه أيضًا الوعل والوبر.
وتعد الدوادمي من الناحية الأثرية من أهم المواقع التي لفتت نظر الباحثين والمهتمين

## سبب التسمية

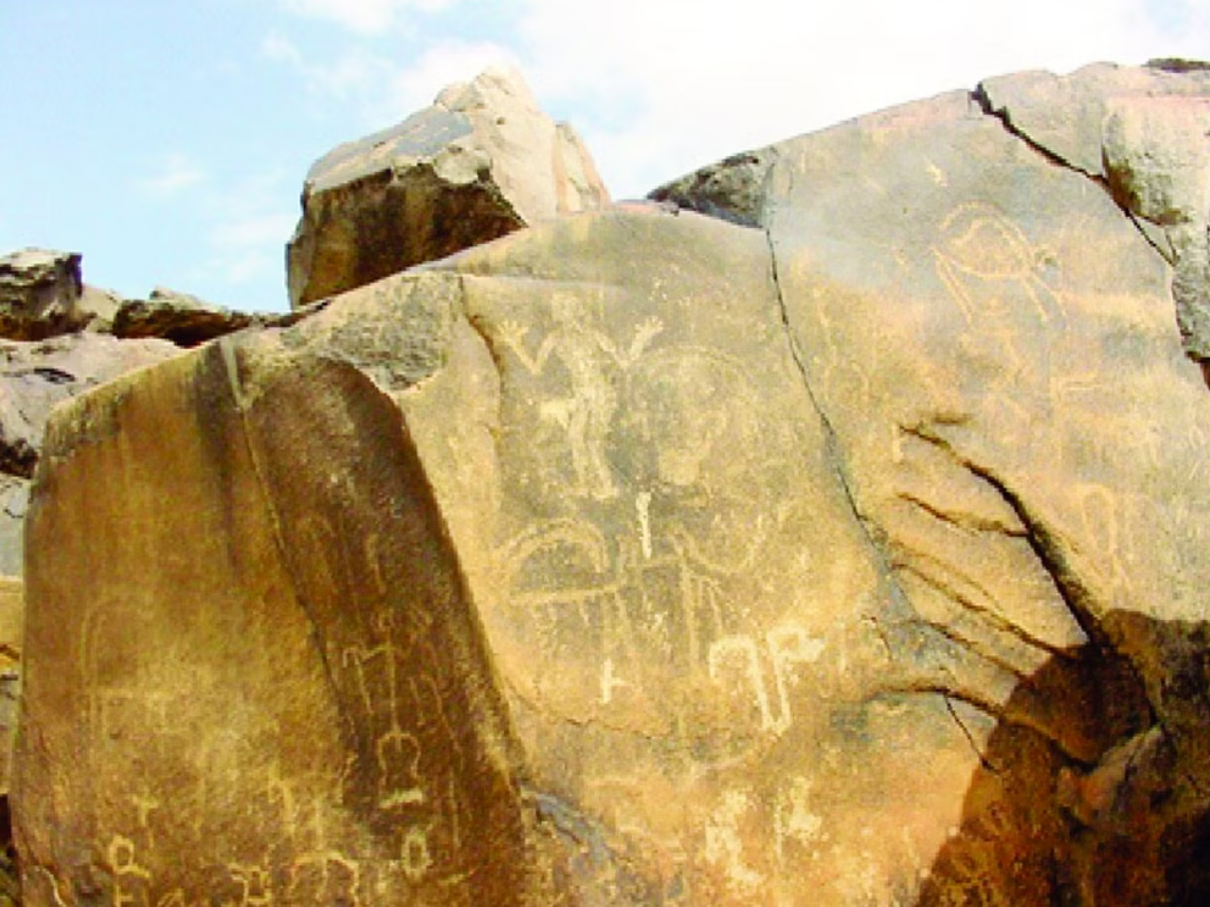
نقوش ثمودية و رسومات متنوعة في الجبل

تاريخيًا يعود تسمية جبل البيضتين بهذا الاسم إلى أحد الروايات المتواترة أنه سمي بذلك لأن أول من اكتشفه وجد بيضتين كبيرتين لعقاب ضخم، وهي من نوع العقبان السمر الضخمة ذات الرؤوس الصقعاء، وهي معروفة بقوتها وصرامتها وبقدرتها الفائقة على اختطاف فريستها وسرعة هجومها.